# Моральдо, Рамон
Рамон Моральдо (англ. Ramon Moraldo, род. 18 июля 1951 года, Физабад, Тринидад и Тобаго) — тринидадский футболист, защитник и бывший игрок национальной сборной Тринидада и Тобаго.

## Клубная карьера
Моральдо некоторое время играл в небольших тринидадских клубах, например, в Форест Ресерв. В 1974 году он ненадолго стал игроком крупного клуба «Пойнт-Фортин Сивик», чтобы затем перейти в клуб Североамериканской футбольной лиги «Лос-Анджелес Ацтекс». Он был важной частью команды, с ней он выиграл плей-офф чемпионата 1974 года. Из именитых игроков, с кем вместе тогда играл Моральдо, можно отметить Джорджа Беста. Всего с 1974 по 1976 год игрок провел за «Ацтекс» 73 матча, забил 5 раз и отдал пять голевых передач.
Последним футбольным клубом в карьере защитника стал «Калифорния Саншайн». Он отыграл в нём 4 сезона, при этом клуб стабильно занимал место в первой тройке своей конференции и дважды (в 1978 и 1979 годах) выходил в полуфинал плей-офф. По итогам сезона 1979 Рамон Моральдо даже попал в символическую сборную всех звезд лиги.
В 1981 году Моральдо на год вернулся назад в «Лос-Анджелес Ацтекс», но играл уже за шоубольную команду. В этом виде спорта защитник сыграл 18 матчей и отличился трижды.

## Карьера в сборной
Рамон Моральдо был защитником сборной Тринидада и Тобаго по футболу с 1972 по 1976 год, за свою карьеру он сыграл за неё 9 матчей и не смог отличиться голами.

## Достижения

### Командные
Калифорния Саншайн
Североамериканская футбольная лига: Победитель Западной конференции (1979), второе место Западной конференции (1978), полуфиналы плей-офф (1978, 1979)
Лос-Анджелес Ацтекс
Североамериканская футбольная лига: Победитель Западной конференции, чемпион по итогам плей-офф (1974)

### Личные
Команда всех звезд Футбольной лиги США: 1979